# Jerman (potok)
Jerman je potok, ki izvira v Karavankah ob avstrijsko-slovenski meji, južno od gore Trupejevo poldne (1931 m), teče skozi vas Srednji Vrh, pod katero so tudi Jermanovi slapovi. Pri naselju Gozd Martuljek se kot levi pritok izliva v Savo Dolinko. Tik pred izlivom se mu pridruži še potok Hladnik, kateremu se v zgornjem toku pridruži potok Žlebnica.

## Jermanovi slapovi
Dostop do slapov: spodnji sklop slapov se nahaja nedaleč od vasi Gozd Martuljek, tik ob cesti proti Srednjemu Vrhu. Zgornjo skupino slapov (slapišče, sestavljeno iz petih delov) dosežemo po zložni nevarovani pešpoti, ki se odcepi od ceste nekoliko višje.